# Qingzhou (véhicule spatial)
Qingzhou (chinois : 轻舟 ; pinyin : Qīngzhōu ; litt. « vaisseau léger ») est un vaisseau cargo spatial développé par l'Académie d'innovation pour les microsatellites (IAMC) de l'Académie chinoise des sciences (CAS) pour le compte de l'Agence chinoise des vols spatiaux habités (CMSA) afin de ravitailler la station spatiale Tiangong.
Il est sélectionné en 2024 au côté de la navette Haolong de Chengdu Aircraft Corporation des suites d'un appel d'offres afin de fournir une possibilité de ravitaillement rapide et peu chère en supplément du vaisseau Tianzhou. Qingzhou est un vaisseau cargo de seulement 5 tonnes capable d'emporter jusqu'à 2 tonnes de charge utile. Il doit être lancé par la fusée Kinetica-2 développée par CAS Space, une autre entreprise dépendante de l'Académie chinoise des sciences.

## Caractéristiques techniques
Qingzhou est un vaisseau cargo particulièrement léger avec une masse au lancement de seulement 5 tonnes. Il est capable d'emporter jusqu'à 2 tonnes de charge utile pressurisée dans une volume total de 27 mètres cube. Le fret est arrangé dans 40 compartiments arrangés selon les besoins, dont 300 litres pour du fret réfrigéré. Il n'est pas conçu pour revenir sur Terre et se désintègre dans l'atmosphère en débarrassant la station de jusqu'à 2 tonnes de déchets.